# Bogolo Kenewendo
Bogolo Joy Kenewendo (sinh năm 1987) là một nhà kinh tế và chính trị gia, từng giữ chức Bộ trưởng Bộ Đầu tư, Thương mại và Công nghiệp, trong Nội các Botswana, hoạt động từ ngày 4 tháng 4 năm 2018.

## Bối cảnh và giáo dục
Kenewendo được sinh ra tại Làng Motopi trong Khu vực Boteti, Botswana vào khoảng năm 1987. Sau khi học tiểu học, cô đăng ký vào Pitzer College. Sau đó cô được nhận vào Đại học Botswana, tốt nghiệp Cử nhân Kinh tế. Sau đó, cô lấy bằng Thạc sĩ Khoa học Kinh tế Quốc tế tại Đại học Sussex ở Vương quốc Anh. Cô cũng là một người quản lý dự án được chứng nhận.

## Sự nghiệp trước chính trị
Các lĩnh vực chuyên môn của Bogolo Kenewendo bao gồm (a) phát triển ngành tài chính (b) xóa đói giảm nghèo (c) chính sách phát triển công nghiệp (d) các vấn đề liên quan đến thương mại (e) chính sách thương mại và đầu tư (g) chính sách kinh tế vĩ mô (g) h) quản lý nợ công (i) phát triển xuất khẩu và (j) chính sách thương mại, trong số những thứ khác.
Trong một khoảng thời gian sau khi học sau đại học tại Vương quốc Anh, Kenewendo làm việc như một nhà kinh tế thương mại trong Bộ Thương mại và Công nghiệp Ghana. Cô cũng từng là một nhà tư vấn kinh tế tại Econsult Botswana, một nhóm chuyên gia tư duy có trụ sở tại Gaborone.

## Sự nghiệp chính trị
Năm 2016, chủ tịch của Botswana, Ian Khama, đã đề cử Kenewendo vào Quốc hội Botswana, nơi bà được bầu làm ứng cử viên tổng thống vào quốc hội. Vào ngày 4 tháng 4 năm 2018, tân chủ tịch mới, ông Mokgweetsi Masisi, đã bổ nhiệm Kenewendo làm Bộ trưởng Đầu tư, Thương mại và Công nghiệp mới. Cô đã tuyên thệ trong cùng một ngày.
Với tư cách là bộ trưởng, Kenewendo được Tổng thư ký Liên Hợp Quốc António Guterres bổ nhiệm vào năm 2018 vào Hội đồng cấp cao về Hợp tác kỹ thuật số, do Melinda Gates và Jack Ma đồng chủ trì.

## Cuộc sống cá nhân
Trong thời gian rảnh rỗi, Kenewendo thiền, đi du lịch và đọc sách.